# 萊柳基 (梅雷法市鎮)
49°45′36″N 36°1′20″E / 49.76000°N 36.02222°E
萊柳基（烏克蘭語：Лелюки）是位於烏克蘭東部的村莊，由哈爾科夫州哈爾科夫區的梅雷法市鎮負責管轄。該村始建於1650年，面積0.06平方公里，海拔高度138米，2001年人口18，人口密度每平方公里300人。